# Kerabistus macrocephalum
Kerabistus macrocephalum är en insektsart som beskrevs av Bragg 200. Kerabistus macrocephalum ingår i släktet Kerabistus och familjen Aschiphasmatidae. Inga underarter finns listade i Catalogue of Life.